# Deaimon
Deaimon est une série de manga écrite et dessinée par Rin Asano. Le manga est publié dans le magazine Young Ace de Kadokawa Shoten depuis mai 2016 et a été rassemblé en 13 volumes tankōbon en avril 2022. Une adaptation en anime produite par Encourage Films est diffusé depuis avril 2022,,.

## Synopsis
La série se déroule dans un magasin wagashi de Kyoto. Le protagoniste est un fils unique, Nagomu Irino, qui rêve de devenir membre d'un groupe de musique et s'est enfui de chez lui pour vivre à Tokyo il y a dix ans. Il reçoit une lettre de la maison indiquant que son père est à l'hôpital et lui demandant de reprendre le magasin familial, alors il renonce à son rêve et rentre chez lui.
Pendant son absence, cependant, une fillette de dix ans nommée Itsuka Yukihira a commencé à travailler dans la boutique. La mère de Nagomu, devenue mère adoptive d'Itsuka à l'époque où Nagomu cherchait son rêve en tant que membre du groupe, déclare qu'il y aura un concours entre Itsuka et Nagomu pour voir qui reprendra la boutique familiale.

## Anime

### Liste des épisodes
| No | Titre français                 | Titre japonais | Titre japonais     | Date de 1re diffusion |
| No | Titre français                 | Kanji          | Rōmaji             | Date de 1re diffusion |
| --- | ------------------------------ | -------------- | ------------------ | --------------------- |
| 1 | Nagomu et Itsuka               | 和と一果       | Nagomu to Itsuka   | 6 avril 2022          |
| Nagomu, un jeune guitariste, retourne à la pâtisserie familiale. Il y fait la rencontre d’une petite fille très investie dans l’entreprise.                                                          |                                |                |                    |                       |
| 2 | Échos dans les hortensias      | 四葩に響く     | Yohira ni Hibiku   | 13 avril 2022         |
| Sur Internet, l’artiste Neon commence à se faire remarquer. Nagomu finit par découvrir une de ses chansons.                                                                                          |                                |                |                    |                       |
| 3 | Ambiance festive au crépuscule | 夏宵囃子       | Natsuyoi Bayash    | 20 avril 2022         |
| Le festival Gion approche à grands pas. Itsuka repense à son père, qui lui avait promis de l’y emmener.                                                                                              |                                |                |                    |                       |
| 4 | Brise d’été                    | 暑気払い       | Shokibarai         | 27 avril 2022         |
| De bons clients de Ryokushô décident de ne plus se fournir auprès de la pâtisserie. En cause, une mystérieuse jeune femme. Nagomu mène l’enquête.                                                    |                                |                |                    |                       |
| 5 | Honorer les morts              | おしょらいさん | Oshorai-san        | 4 mai 2022            |
| Itsuka et Mitsuru rencontrent Kanoko au détour d’une ruelle. C’est l’occasion pour l’adolescente et la jeune femme de faire plus ample connaissance.                                                 |                                |                |                    |                       |
| 6 | Tsukimi                        | 芋名月         | Imo Meigetsu       | 11 mai 2022           |
| L’école d’Itsuka organise sa traditionnelle fête sportive, où enfants et parents concourent ensemble.                                                                                                |                                |                |                    |                       |
| 7 | Danser aux couleurs d’automne  | 秋色に舞う     | Shūshoku ni Mau    | 18 mai 2022           |
| Ryokushô accueille une nouvelle apprentie, Hiiro, qui réalise son rêve de pouvoir apprendre auprès de ses idoles.                                                                                    |                                |                |                    |                       |
| 8 | Histoire d’un chapeau          | くり回顧       | Kuri Kaiko         | 25 mai 2022           |
| À l’approche de la fête d’Halloween, l’heure est venue de savoir qui va se déguiser en quoi. Nagomu se rend compte que son chapeau de châtaigne est introuvable.                                     |                                |                |                    |                       |
| 9 | Après la pluie, le beau temps  | 一陽来復       | Ichiyō Raifuku     | 1er juin 2022         |
| C’est bientôt Noël. Itsuka reçoit des nouvelles inopinées de sa mère. Nagomu, lui, essaie désespérément de connaître la date d’anniversaire de la petite protégée du Ryokushô.                       |                                |                |                    |                       |
| 10 | Dans l’attente du printemps    | 春待ち偲ぶ     | Haru Machi Shinobu | 8 juin 2022           |
| À l’approche de la belle saison, Nagomu, Itsuka et leurs collègues préparent de nouvelles spécialités. C’est aussi l’occasion de se rendre au temple pour formuler des vœux.                         |                                |                |                    |                       |
| 11 | Du bon temps                   | よきかな       | Yoki ka na         | 15 juin 2022          |
| Malade et alité, Nagomu se remémore l’époque où Tomoe et lui étaient à la fac. |                                |                |                    |                       |
| 12 | Taiyaki à l'aube du printemps  | よきかな       | Shungyō ni Tai     | 22 juin 2022          |
| À l’occasion de l’anniversaire d’Itsuka, toute l’équipe de Ryokushô s’affaire pour que leur petite protégée puisse vivre un moment agréable. Nagomu, lui, a hâte de l’emmener au parc d’attractions. |                                |                |                    |                       |